# Jeanna Gieseová
Jeanna Gieseová (* 1989) je první známou osobou, která přežila symptomatickou vzteklinu, aniž by dostala vakcínu proti vzteklině. Je teprve šestou známou osobou, která přežila vzteklinu po nástupu příznaků; ostatní přeživší se potýkali se selháním vakcín.

## Infikování vzteklinou
V září 2004 tehdy patnáctiletá Gieseová sebrala do rukou netopýra, kterého našla v kostele svatého Patrika ve svém rodném městě Fond du Lac ve Wisconsinu. Utrpěla drobné kousnutí na ukazováčku levé ruky a po ošetření peroxidem vodíku její matka další lékařskou pomoc již nevyhledala . Třicet sedm dní po kousnutí se u Gieseové objevily příznaky vztekliny. Byla přijata do nemocnice s třesavkou a potížemi s chůzí. Její stav se nadále zhoršoval, a proto byla odeslána do Dětské nemocnice ve Wisconsinu. Tamní lékaři pojali podezření na vzteklinu a jejich diagnózu potvrdily laboratorní testy v centru pro kontrolu nemocí.

## Léčba navozením kómatu
Vzteklina byla u neočkovaných pacientů po propuknutí příznaků považována za všeobecně smrtelné onemocnění (léčba se obvykle omezovala na paliativní péči), ovšem rodiče Gieseové souhlasili s experimentální léčbou, kterou navrhli její lékaři v dětské nemocnici ve Wisconsinu. Lékaři použili léky, které Gieseovou uvedly do kómatu pomocí ketaminu a midazolamu. Během následujícího týdne jí byl podáván fenobarbital (sedativum) a dostávala koktejl antivirotik (ribavirin a amantadin), přičemž se čekalo, až její imunitní systém vytvoří protilátky, které by napadly virus vztekliny. Gieseová se z kómatu probrala po sedmi dnech. Po jednatřiceti dnech v nemocnici byla Gieseová prohlášena za bezvirózní a propuštěna z izolace. Zpočátku ovšem panovaly obavy z míry poškození jejího mozku. I přes poškození nervů se zdálo, že její kognitivní schopnosti zůstaly z velké části nedotčeny. Několik týdnů se podrobovala rehabilitační terapii a 1. ledna 2005 byla propuštěna z nemocnice. Do listopadu 2005 byla schopna samostatně chodit a vrátila se do školy.

## Domněnky o přežití
Důvody přežití Giesové zůstávají sporné. Lékaři věděli, že většina úmrtí na vzteklinu je způsobena dočasnou mozkovou dysfunkcí, nikoli trvalým poškozením mozku. Domnívali se, že když ochrání mozek Gieseové tím, že ji záměrně uvedou do kómatu, přežije dostatečně dlouho na to, aby se její tělo dokázalo viru ubránit. Ačkoli se zdá, že léčba fungovala podle plánu, jiní vědci zabývající se vzteklinou se domnívají, že Gieseová mohla být nakažena obzvláště slabou formou viru a nebo že mohla mít neobvykle silný imunitní systém. Netopýra, který Gieseovou kousl, se nepodařilo získat k provedení potřebných testů a lékaři nedokázali izolovat  virus z dívčina těla.

## Další případy
Nejméně šest následujících pokusů o vyléčení symptomatické vztekliny pomocí podobného lékařského postupu skončilo neúspěšně. V květnu 2006 použili lékaři v Texaské dětské nemocnici podobnou léčbu jako u Giesové u šestnáctiletého Zacharyho Jonese postiženého symptomatickou vzteklinou, ale nepodařilo se jim ho zachránit.  Od začátku října do začátku listopadu 2006 byla neúspěšně léčena také desetiletá Shannon Carrollová. Tento protokol se u zdrojů běžně označuje jako "'Jeannina léčba". V článku, který napsal její ošetřující lékař v časopise Scientific American z dubna 2007, je tento postup nazýván Milwaukeeským protokolem ; uvádí, že ti, kteří se pokoušeli tento protokol následovat, jej ve skutečnosti nedodržovali, neboť nedodržovali správnou kombinaci léků, kterou tento protokol popisoval.

## Život po vzteklině
Jeanna Gieseová se vrátila do školy a s další pomocí učitelů byla schopna dokončit druhý ročník. I přes zjevné obtíže se držela na obdobné úrovni jako ostatní spolužáci. V květnu 2007 ukončila střední školu s vyznamenáním. Vyjádřila svůj záměr stát se po maturitě veterinářkou. Dále studovala na Marian College ve Fond du Lac. Neurolog Dr. Kenneth Mack z kliniky Mayo popsal její stav při nástupu na vysokou školu následovně: "Pozoruhodně" se zotavila a  její stav by se měl nadále zlepšovat.